# Neltumius gibbithorax
Neltumius gibbithorax är en skalbaggsart som först beskrevs av Schaeffer 1904.  Neltumius gibbithorax ingår i släktet Neltumius och familjen bladbaggar. Inga underarter finns listade i Catalogue of Life.